# Filippo Bencardino
Filippo Bencardino (né à Belvedere Marittimo, le 20 octobre 1948) est un géographe italien. Il est professeur ordinaire d'économie et de politique du territoire auprès de l'université du Sannio, dont il est recteur de 2006 à 2013. Il a été président de la Société géographique italienne de 2015 à 2019.

## Biographie
Filippo Bencardino est diplômé de géographie politique de l'université L'Orientale de Naples et devient doyen de géographie politique et économique de cette même université et de l'université de Teramo. De 1998 à 2018, il est professeur ordinaire d'économie et de politique du territoire auprès de la faculté de sciences économiques de l'université du Sannio. 
Parmi les fondateurs de l'université, il a occupé des postes importants depuis le début des années 1980 (membre du comité de promotion et membre du Consortium pour la promotion de la culture et la valorisation des études universitaires, responsable de la délivrance des diplômes, membre du Conseil de administrateurs). Il a été coordinateur du doctorat en analyse des systèmes économiques et sociaux : entreprises, institutions, territoire, établi dans cette même université, doyen de la faculté d'économie, pro-recteur de 2000 à 2006 et recteur de l'université du Sannio de 2006 à 2013. 
Son activité a particulièrement concerné l'analyse des corrélations politiques et économiques agissant sur le territoire, visant à définir des politiques régionales pour le développement. Il a également investigué les problèmes liés à l'interaction local-global, au développement durable, aux nouvelles formes de négociation dans l'organisation du territoire, à l'innovation territoriale, aux relations entre les nouvelles
technologies et l'aménagement du territoire, aux politiques de développement rural. Le 16 mai 2017 à l'occasion de la rencontre internationale sur le thème « Le réseau des sociétés géographiques pour les nouvelles explorations du monde » pour le 150e anniversaire de la fondation de la Société géographique italienne, il a accueilli le président de la République Sergio Mattarella à la Villa Cerimontana. Cet événement a été célébré par une plaque commémorative au siège de l'association présidée par lui. 
Bencardino a également été actif en politique dans la ville de Bénévent, où il a été conseiller provincial pour la culture et le tourisme du premier conseil régional présidé par Carmine Nardone.

## Postes institutionnels

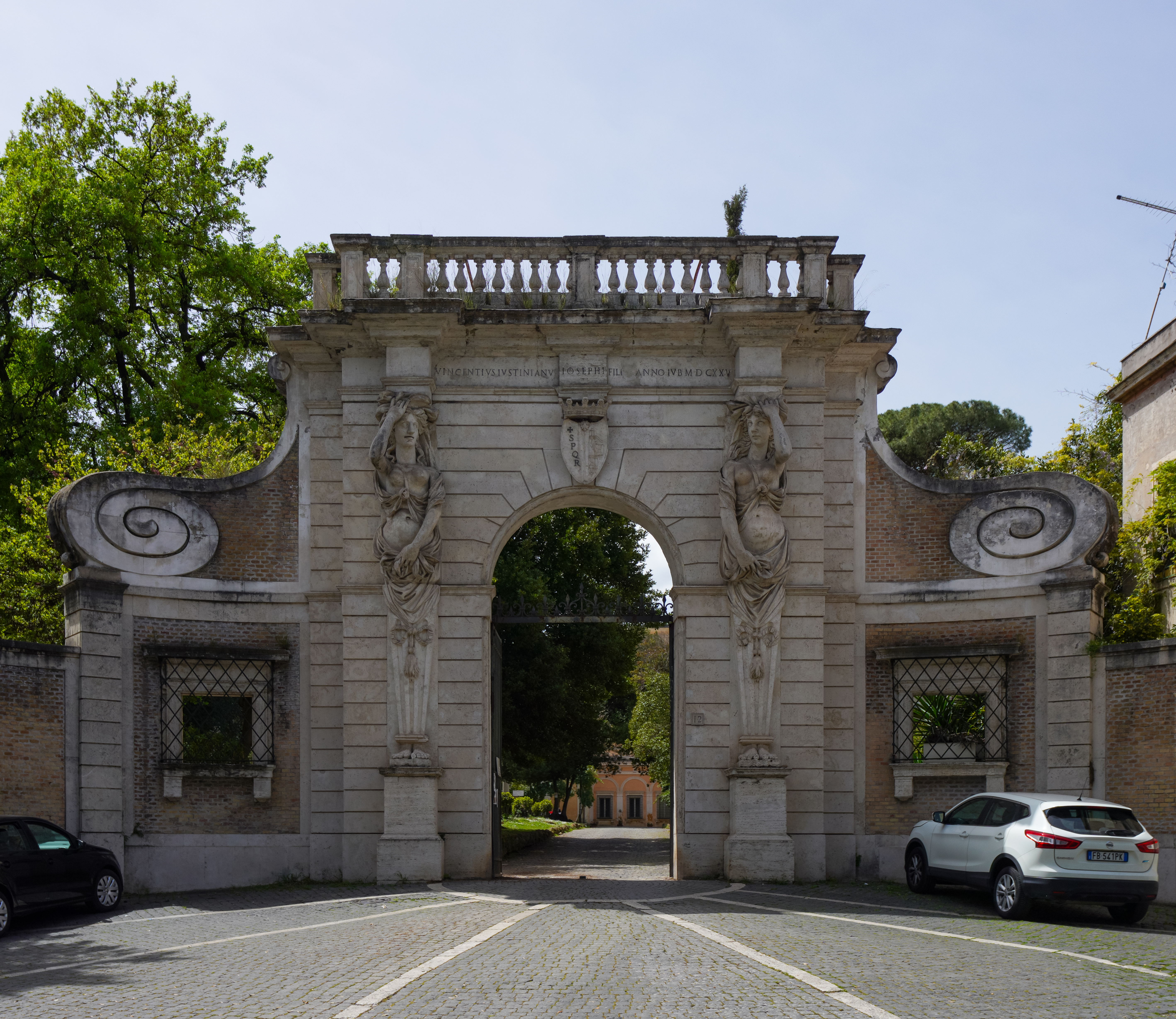
Entrée de la Villa Celimontana, siège de la Société géographique italienne.

Il a été président de la faculté d'économie de l'université du Sannio de 1998 à 2000, puis prorecteur de cette même université de 2000 à 2006 et ensuite recteur de 2006 à 2013. Il a été président de la coordination régionale des universités de Campanie. 
Il a été membre du conseil d'administration de la fondation Piero Sraffa, membre du comité ministériel pour les manifestations en mémoire de Marco Polo.
De 2015 à 2019, il a assumé la charge de président de la Société géographique italienne.

## Publications
- Benevento. Funzioni urbane e trasformazioni territoriali tra XI e XX secolo, Edizioni Scientifiche Italiane, 1991.
- Lingua, cultura, territorio. Rapporti ed effetti geografici, Pàtron collana Geografia dello sviluppo territoriale, 1992.
- Nuova costituzione federale e sviluppo locale nel Mezzogiorno, Franco Angeli, 2002.
- Geografia economica, McGraw-Hill Education collana Collana di istruzione scientifica, 2006.
- Geografia del turismo, McGraw-Hill Education collana College, 2007.
- Turismo e territorio. L'impatto economico e territoriale del turismo in Campania, Franco Angeli, 2010.
- Sviluppo locale e turismi. Laboratorio sociologico per le intelligenze territoriali, Irs Campania, 2012.
- Mezzogiorno-agricoltura. Processi storici e prospettive di sviluppo nello spazio euromediterraneo, Franco Angeli, 2012.